# Osiedle Orła Białego (Poznań)
Osiedle Orła Białego (dawniej ZMP) – osiedle mieszkaniowe, a zarazem jednostka obszarowa Systemu Informacji Miejskiej (SIM), wchodząca w skład większej jednostki obszarowej Żegrze na terenie osiedla administracyjnego Żegrze, w Poznaniu. Zabudowę osiedla stanowią budynki wielorodzinne, pięć jedenastokondygnacyjnych tzw. „falowców”, dziesięć wysokościowców szesnastopiętrowych (osiemnastokondygnacyjnych) tzw. „szesnastek” oraz jeden budynek pięciokondygnacyjny. Znajduje się tutaj kościół rzymskokatolicki parafii pw. św. Mateusza, Szkoła podstawowa nr 64 im. Marii Konopnickiej oraz przedszkola: Śmiałka Umiałka, Kwiaty Polskie, a także Akademia Pana Kleksa. Ponadto na osiedlu mieści się przychodnia lekarska oraz dom kultury „Na Pięterku”.
Budowę osiedla rozpoczęto na początku lat 80. XX wieku, a zakończono w 1993 roku. Co roku odbywa się impreza plenerowa „Dni Orła Białego”. W sąsiedztwie osiedla znajduje się Fort II Twierdzy Poznań.

## Komunikacja
Osiedle Orła Białego posiada połączenie komunikacyjne z innymi osiedlami i dzielnicami miasta poprzez linie tramwajowe MPK: 1, 3, 17 i 201 (nocna) oraz linie autobusowe dzienne: 152, 154, 174, 184, 511, 512 i nocne: 212, 218 i 222.